# Bernadette Devlin
Josephine Bernadette Devlin McAliskey (Cookstown, 23 aprile 1947) è una politica britannica.
Conosciuta comunemente come Bernadette Devlin o anche come Bernadette McAliskey, è stata uno dei fondatori dell'Irish Republican Socialist Party (Partito Socialista Repubblicano Irlandese). Ha fatto parte del Parlamento del Regno Unito dal 1969 al 1974. La sua notorietà si è avuta a partire dagli scontri che accaddero a Derry nel 1969 conosciuti come Battaglia del Bogside: mentre era studente di psicologia, a causa di quei tumulti fu arrestata e detenuta in carcere.
Di tendenza nazional-progressista, nello stesso anno fu eletta deputata alla Camera dei Comuni, dove rappresentava il collegio di Mid Ulster. All'età di 22 anni divenne così la parlamentare più giovane della Camera. Nel 1970 recuperò il proprio seggio, per poi perderlo nelle elezioni del 1974.

## Opere
- Il prezzo della mia anima, ed. Forum, 1969